# Sven Knipphals
Sven Knipphals (né le 20 septembre 1985 à Hanovre) est un athlète allemand, spécialiste du sprint et du relais.

## Biographie
Ses meilleurs temps sont de :
- sur 100 m, de 10 s 23 à Mannheim le 13 août 2011, qu'il porte à 10 s 20 à Weinheim le 2 août 2013 ;
- sur 200 m, de 20 s 53, dans la même ville, le 9 juin 2012.

Il fait partie avec Lucas Jakubczyk, Julian Reus et Martin Keller, du relais allemand qui réalise la meilleure performance européenne de l'année en 38 s 13 le 2 août 2013 à Weinheim qu'ils améliorent en la portant à 38 s 04 à Moscou, à 2/100e du record allemand.
Le 16 août 2014, il permet à l'équipe allemande du relais 4 × 100 m de réaliser 38 s 15, avec ses coéquipiers Alexander Kosenkow, Julian Reus et Lucas Jakubczyk. Le lendemain, il remporte la médaille d'argent en 38 s 09.
Il remporte la médaille de bronze du relais 4 x 100 m lors des Championnats d'Europe, en courant la 2e fraction, avec ses coéquipiers Julian Reus, Roy Schmidt et Lucas Jakubczyk, en 38 s 47 à Amsterdam. La veille, en série, l'Allemagne avait établi un temps de 38 s 25, son meilleur temps de la saison, avec Robert Hering à la place de Roy Schmidt.

## Palmarès
| Date | Compétition                       | Lieu        | Résultat | Épreuve   | Temps         |
| ---- | --------------------------------- | ----------- | -------- | --------- | ------------- |
| 2013 | Championnats du monde             | Moscou      | 4e       | 4 × 100 m | 38 s 04       |
| 2014 | Championnats d'Europe par équipes | Brunswick   | 2e       | 4 × 100 m | 38 s 88       |
| 2014 | Championnats d'Europe             | Zurich      | 2e       | 4 × 100 m | 38 s 09       |
| 2015 | Relais mondiaux de l'IAAF         | Nassau      | 8e       | 4 × 100 m | 39 s 40       |
| 2015 | Relais mondiaux de l'IAAF         | Nassau      | 3e       | 4 × 200 m | 1 min 22 s 65 |
| 2015 | Championnats d'Europe par équipes | Tcheboksary | 3e       | 100 m     | 10 s 50       |
| 2015 | Championnats du monde             | Pékin       | 4e       | 4 x 100 m | 38 s 15       |

### Records
| Épreuve    | Performance | Lieu       | Date        |
| ---------- | ----------- | ---------- | ----------- |
| 100 mètres | 10 s 13     | Ratisbonne | 6 juin 2015 |
| 200 mètres | 20 s 53     | Mannheim   | 9 juin 2012 |